# Hymenagaricus
Hymenagaricus là một chi nấm trong họ Agaricaceae.